# Prisoners
Prisoners — третій студійний альбом канадської групи The Agonist, який був випущений 4 червня 2012 року.

## Композиції
1. You're Coming with Me - 5:35
2. The Escape - 4:08
3. Predator & Prayer - 5:04
4. Anxious Darwinians - 5:23
5. Panophobia - 3:54
6. Ideomotor - 8:07
7. Lonely Solipsist - 3:45
8. Dead Ocean - 6:19
9. The Mass of the Earth - 4:40
10. Everybody Wants You (Dead) - 5:00
11. Revenge of the Dadaists - 6:42